# Albert Johansson (ishockeyspelare)
Albert Johansson, född 4 januari 2001 i Karlstad, är en svensk ishockeyspelare (back) som spelar för Färjestad BK i SHL. Han är son till Roger "Ragge" Johansson.

## Spelarkarriär
Johanssons moderklubb är Färjestad BK. Han valdes av Detroit Red Wings i den andra rundan som 60:e spelaren totalt i NHL-draften 2019. Han gjorde SHL-debut i Färjestad säsongen 2018/2019, då han noterades för tre matcher. Säsongen 2019/2020 producerade han 11 poäng på 42 spelade matcher. Han gjorde sitt första SHL-mål den 28 januari 2020 mot HV71.
Säsongen 2020/2021 noterades han för 19 poäng (varav 11 mål) på 44 spelade matcher i SHL. 